# Manasá (diosa hinduista)

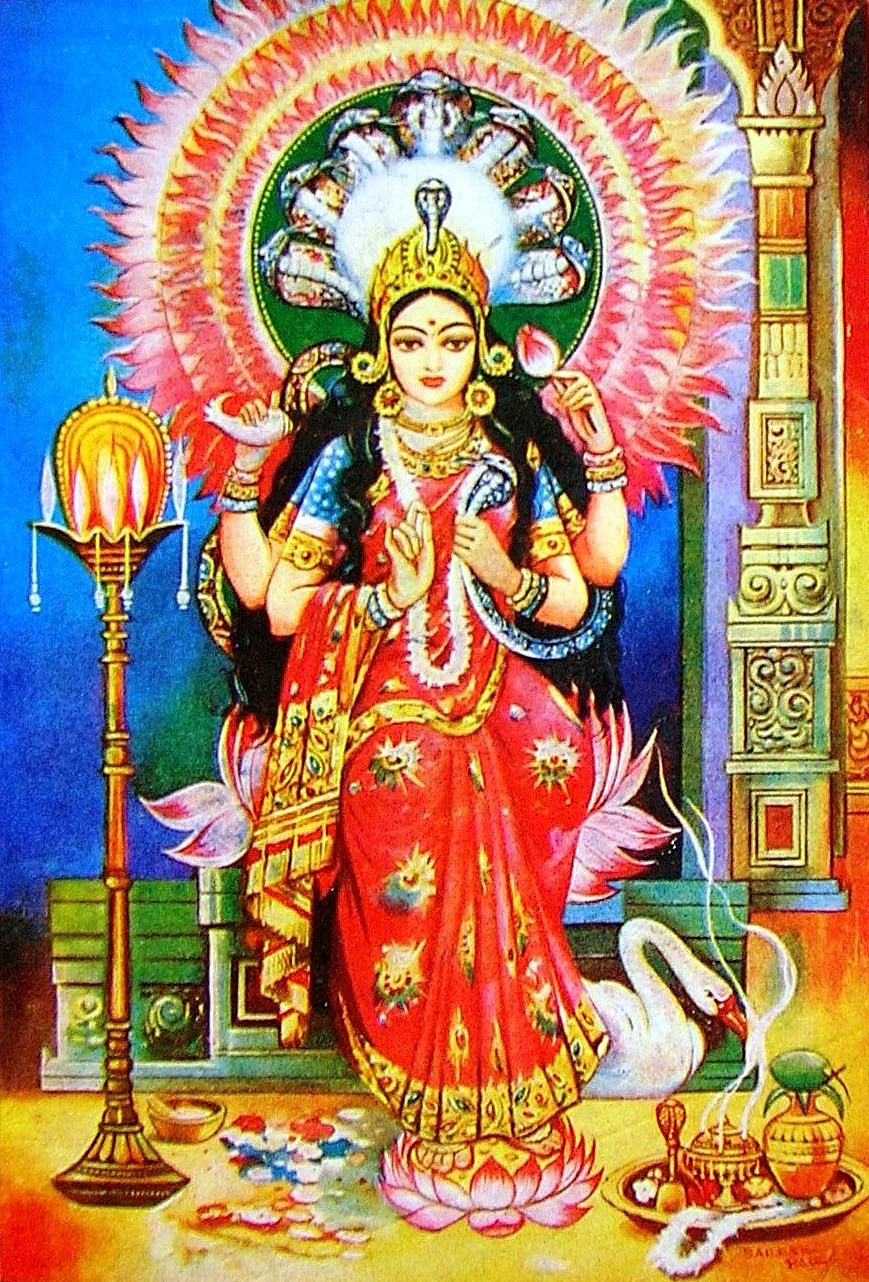
La diosa Manasá, de cuatro brazos que sostienen una caracola y un loto, otra mano realiza un mudrá, y está sentada sobre una flor de loto, protegida por su hermano la serpiente Shesha.

Manasá es una diosa popular de las serpientes y el veneno.

## Etimología
- manasā, en el sistema AITS (alfabeto internacional para la transliteración del sánscrito).
- मनसा, en escritura devanagari del sánscrito.
- Pronunciación en sánscrito (lengua muerta): /manasá/.[1]
- মনসা (manasā) en el actual idioma bengalí, pronunciado /monósh/ o /monoshá/ en bengalí.
- Etimología: proviene de manas: ‘mente’.[1]

## Detalles
Se la adora principalmente en Bengala y en otras regiones del noreste de la India, principalmente para la prevención y la cura de mordeduras de serpiente, y también para la fertilidad y la prosperidad.
Manasá es la hermana de Vasuki, el rey de los nagas (serpientes) y es esposa del sabio Yárat Karu.
Ella es también conocida como Visha Jara (destructor de veneno), Yagad Gaurí, Nitiá (eterna) y Padma Vati.
Sus mitos enfatizan su tristeza y mal humor, debido al rechazo de su padre Shivá y de su esposo el sabio Yarat Karu, y el odio de su madrastra, Chandi (esposa de Shivá, identificada con Parvati en este contexto).
En algunos pasajes, su padre no es Shivá sino el sabio Kasiapa.
Manasá es representada como amable con sus devotos, pero dura con las personas que se negaron a adorarla.
Se considera que no es una diosa importante debido a su ascendencia mixta.
Originalmente habría sido una diosa adivasi (tribal), ingresó al panteón como una diosa menor, adorada por grupos de castas más bajas.
Más tarde fue incluida como diosa importante en el panteón hinduista, donde ahora es considerada como una diosa hindú en lugar de una diosa tribal.
Como diosa hindú, fue reconocida como hija del sabio Kasiapa y de Kadru, la madre de todos los nagas.
En el siglo XIV, Manasá fue identificada como la diosa de la fertilidad y de los ritos matrimoniales y fue asimilada en el panteón shivaísta, en relación con el dios Shivá.
Los mitos la glorifican como si hubiera salvado a Shivá después de que este bebió el veneno del océano de leche (en el mito del batido del océano), y la veneran como ‘destructor del veneno’ (visha-jara).
Su popularidad creció y se extendió hasta el sur de India, y sus seguidores comenzaron a rivalizar con el shivaísmo (el culto de Shiva).
Como consecuencia de ello, aparecieron relatos acerca de que Manasá había nacido de Shivá.
Finalmente, el shivaíismo adoptó esta diosa indígena dentro de la tradición brahmánica de la corriente principal del hinduismo.

## Iconografía

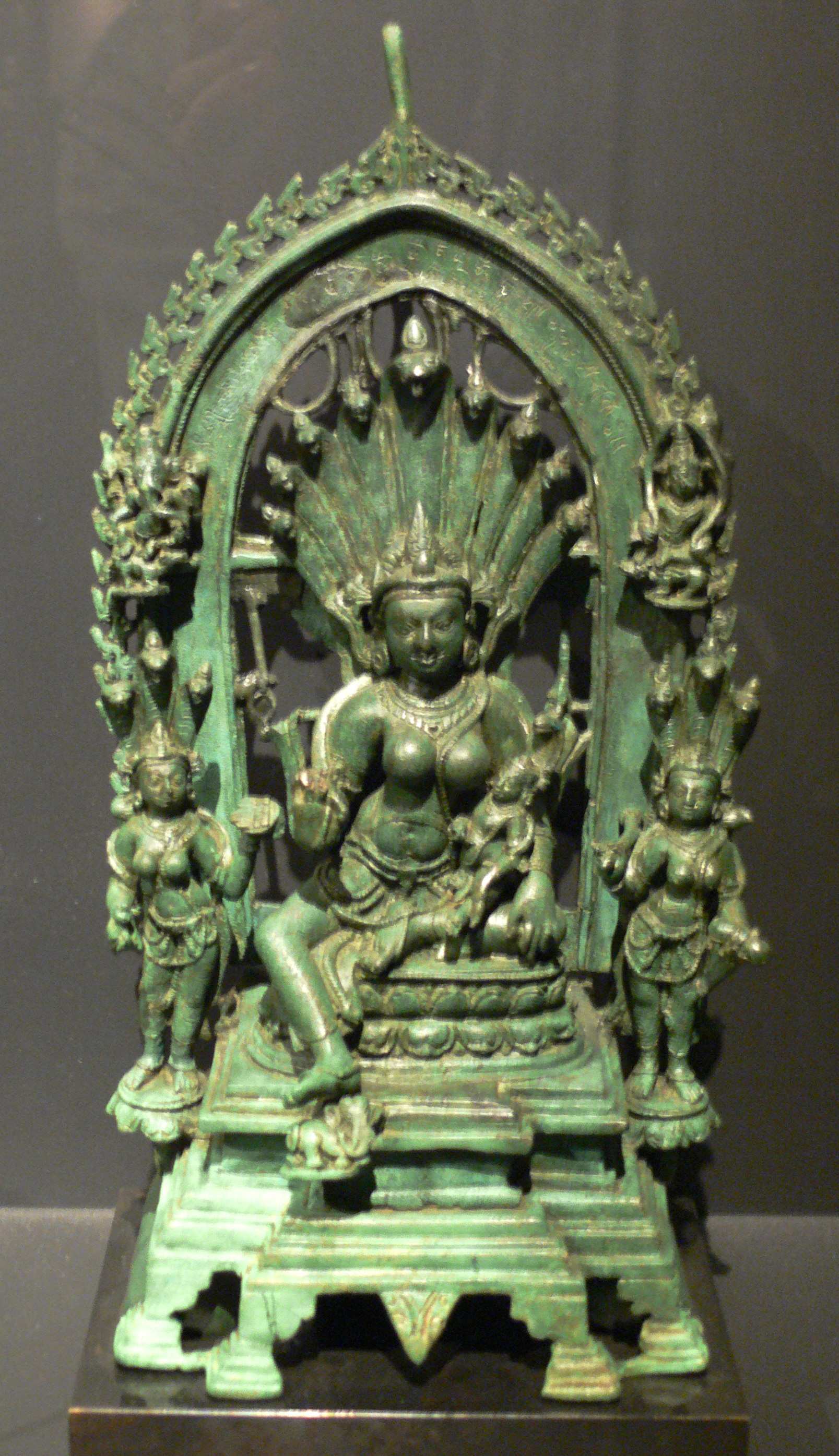
Manasá con su hijo Astika en su regazo, siglo X, bronce del Imperio Pala en la actual Bijar.

Manasá es representada como una mujer cubierta de serpientes, sentada sobre una flor de loto o de pie sobre una serpiente.
Es protegido por un techo de caperuzas de siete cobras.
A veces se la representa con un niño en su regazo.
El niño se supone que es su hijo, Astika.
A menudo es llamada «la diosa de un solo ojo», porque su madrastra Chandi le quemó uno de los ojos.

## Leyendas

### Majábharata
El Majábharata (siglo III a. C.) narra la historia del matrimonio de Manasá.
El sabio Yárat Karu (‘hacedor de vejez’) había decidido abstenerse del sexo y dedicar su vida a practicar severas austeridades.
Una vez se encontró con un grupo de hombres colgando cabeza abajo de las ramas de un árbol.
Estos hombres eran sus antepasados, quienes habían sido condenados a la miseria porque sus hijos los habían olvidado y no realizaban regularmente los ritos funerarios sraddhá.
Le pidieron a Yárat Kāru que se casara y tuviera un hijo que los liberara de esa vida miserable como bhutas (fantasmas) y pisachas (espectros) mediante la realización regular de sraddhá.
Vasuki le ofreció a Yárat Karu la mano de su hermana Manasá.
Así, uno de los nombres de Manasá es Yárat Karu Priá (la amada por Yárat Karu).
Manasá crio a un hijo, Astika, quien se pasó la vida realizando sraddhá para liberar a cada uno de sus antepasados.
Cuando Astika era un joven, también ayudó a salvar a la raza naga de la destrucción, cuando el rey Yanam Eyaiá ―debido a que el naga Taksaka (hermano de Manasá) había matado al rey Pariksit, padre de Yanameyaiá― decidió exterminar a todos los nagás mediante un iagñá (sacrificio).

## Puranas
Los Puranas (varias decenas de libros escritos a lo largo del primer milenio d. C. son las primeras escrituras que hablan sobre su nacimiento.
Allí se declara que su padre era el sabio Kasiapa, y no Shivá como se describió más tarde en el Mangala-kavias.
Una vez, cuando las serpientes y reptiles habían creado el caos en el mundo, el sabio Kasiapa ―a partir de su mente (manas)― creó a la diosa Manasá.
El dios creador Brahmá la convirtió en la diosa que preside a las serpientes y los reptiles.
Manasá obtuvo el control sobre la tierra, gracias al poder de los mantras que cantaba.
Manasá propició al dios Shivá, quien le dijo que complaciera al dios Krisná.[cita requerida]
Complacido, Krisná le concedió los divinos poderes siddhi.[cita requerida]
Después la adoró mediante rituales, con lo que ella obtuvo el estatus de diosa establecida.[cita requerida]
Kasiapa casó a Manasá con el sabio YáratKaru, quien accedió a casarse con ella a condición de que si ella le desobedecía, él la abandonaría.
Una vez, cuando ella lo despertó porque veía que no se había levantado antes del amanecer (como debe hacer todo hinduista) Yárat Karu se molestó con Manasá porque lo despertó demasiado tarde para el culto, y la abandonó.
A petición de los grandes dioses hinduistas, Yárat Karu volvió con Manasá y tuvo relaciones con ella, y ella dio a luz a Astika.

### Mangalkaviás

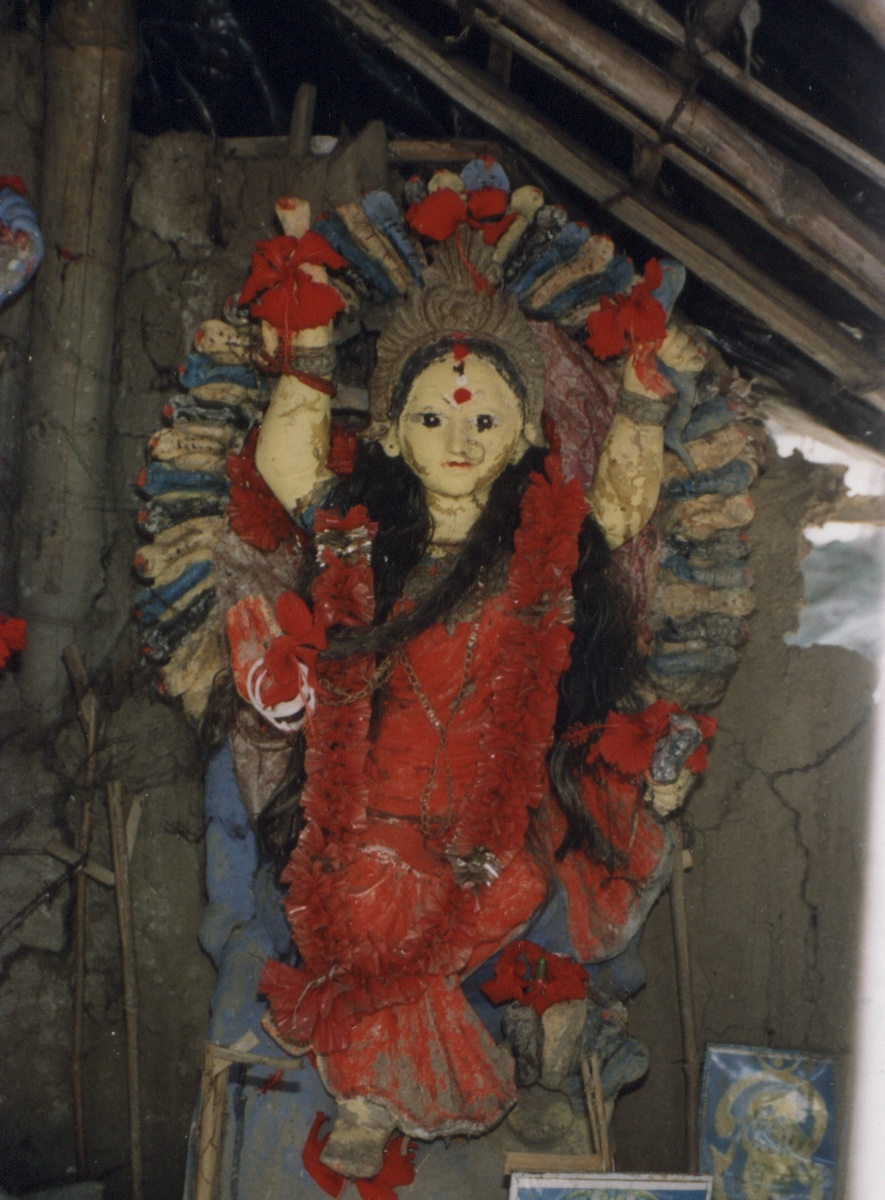
Imagen de Manasá en un pueblo de los Sundarbans (el delta del río Ganges), en Bengala Occidental (India).

Los Mangal-kaviá fueron himnos devocionales a las deidades locales ―tales como Manasá― compuestos en Bengala entre los siglos XIII y XVIII.
El Mangala-kavia-manasá (de Biyai Gupta) y el Manasá-viyaia (1495, de Bipradas Pipilai) rastrean los mitos de la diosa.
De acuerdo con el Manasá-viyaia, Manasá nació cuando una estatua de una niña que había sido esculpida por la madre de la serpiente Naga Vasuki fue tocada por el semen del dios Shivá.
Vasuki aceptó a Manasá como su hermana, y la puso a cargo del veneno que se produjo cuando el rey Prithu ordeñó a la Tierra convertida en vaca.
Cuando Shivá vio a Manasá, se sintió inmediatamente atraído sexualmente hacia ella, pero ella le demostró que él era su padre.
Shivá llevó a Manasá a su casa, donde su esposa, Chandi, sospechó que Manasá iba a convertirse en concubina de Shivá, por lo que empezó a insultarla y terminó quemándola. Manasá quedó ciega de un ojo.
En una ocasión, cuando Shivá estaba muriendo por el veneno generado del batido del océano de leche, Manasá lo curó.
En otra ocasión, cuando Chandi le dio una patada, Manasá la desmayó mirándola con el veneno de su único ojo.
Entonces, cansado de las peleas entre Manasá y Chandi, Shivá abandonó a Manasá bajo un árbol. Pero a partir de sus lágrimas de remordimiento creó una esclava para ella, llamada Netá.
Más tarde, se casó con el sabio Yárat Karu Manasá, pero Chandi arruinó su noche de bodas.
Chandi aconsejó a Manasá a tener serpientes como adornos en la cámara nupcial, pero luego lanzó una rana en la cama, que causó que las serpientes se abalanzaran sobre ella.
Como consecuencia, el horrorizado Yárat Karu se escapó de la casa.
Después de unos días regresó y así concibieron a Astika.

#### La maldad de Manasá
Acompañada por su amigo Neto, Manasá descendió a la Tierra para obtener devotos humanos.
Inicialmente el pueblo se burló de ella, pero Manasá obtuvo su temor haciéndoles llover calamidades a aquellos que se negaban a adorarla.
Se las arregló para convertir a toda clase de personas, incluido el gobernante musulmán Hasan, pero no pudo convertir a Chand Sadagar, un ferviente devoto de Shivá y Chandi.
En el intento de convertirlo, Manasá mató a seis hijos de Chand y lo dejó en bancarrota.
También mató a Lakhindar, el hijo menor de Chand, en su noche de bodas.
La esposa de Chand y su nuera viuda trataron de convencerlo de que adorara a Manasá.
Al final, él cedió y le ofreció una flor a un ídolo de la diosa, pero utilizando para ello su mano izquierda (lo que se considera una ofensa) y sin siquiera mirarla.
Pero incluso este gesto alegró tanto a la injusta Manasá que resucitó a todos los hijos de Chand, y le hizo recuperar su fama y fortuna.
El Mangal-kaviá dice que después de esto, la adoración de Manasá fue muy popular para siempre.
Respecto de esta leyenda, los gurúes Ananda K. Coomaraswamy y la Hermana Nivedita dicen: 

Esta  leyenda de Manasá Devi [...] refleja el conflicto entre la religión de Shivá y la de las diosas locales de Bengala. Más tarde, Manasá o Padma sería reconocida como una forma de Shakti [la consorte de Shivá], [...] y su culto sería aceptado por los shivaístas. Ella es un aspecto de la Diosa madre, que es más cercana y querida que el lejano e impersonal Shivá.
Ananda K. Coomaraswamy y Sister Nivedita

## Adoración
Generalmente, Manasá es adorada sin ninguna imagen.
Aunque existen imágenes de Manasá, en los pueblos de Bengala es muy común verla adorada como una rama de un árbol, una vasija de barro o un dibujo de una serpiente sobre barro.
Ella es objeto de culto para la protección de mordeduras de serpientes (y su curación) y enfermedades infecciosas como la viruela y la varicela.
El culto de Manasá está más extendido en Bengala, donde es adorada con rituales en los templos.
La diosa es venerada en el chaturmasia (‘los cuatro meses’, la época de lluvias), cuando las serpientes están más activas.
Manasá es adorada en la ceremonia de Nag Panchami (cinco días de serpientes), un festival de adoración de las serpientes en el mes hindú de sravan (entre julio y agosto).
Las mujeres bengalíes cumplen un vrata (‘voto, promesa’, ayuno) en este día y ofrecen leche en agujeros de serpientes.